# Selishtë
Selishtë là một xã trong quận Dibër thuộc hạt Dibër, Albania. Dân số năm 2005 là 3142 người.